# Jiutepec (kommun)
Jiutepec är en kommun i Mexiko.   Den ligger i delstaten Morelos, i den sydöstra delen av landet, 60 km söder om huvudstaden Mexico City.
Följande samhällen finns i Jiutepec:
- Jiutepec
- Progreso
- Independencia
- Calera Chica
- Cliserio Alanís
- Colonia el Naranjo
- Colonia Josefa Ortiz de Domínguez
- Ejido de Cazahuatal
- Ampliación las Fuentes
- Campo Morado
- Rancho Paraíso
- Lomas del Texcal
- Ampliación López Portillo
- Cerro de la Corona
- Francisco Villa
- Fraccionamiento Club de Golf Hacienda San Gaspar
- Ampliación Chapultepec